# Juegos Intercalados de 1906

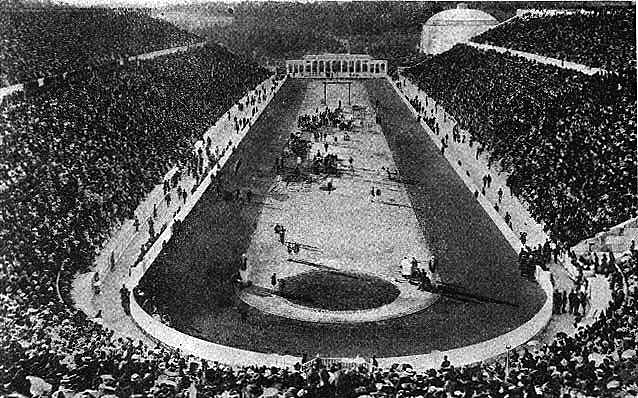
Estadio Panathinaikó durante los Juegos Intercalados en 1906.

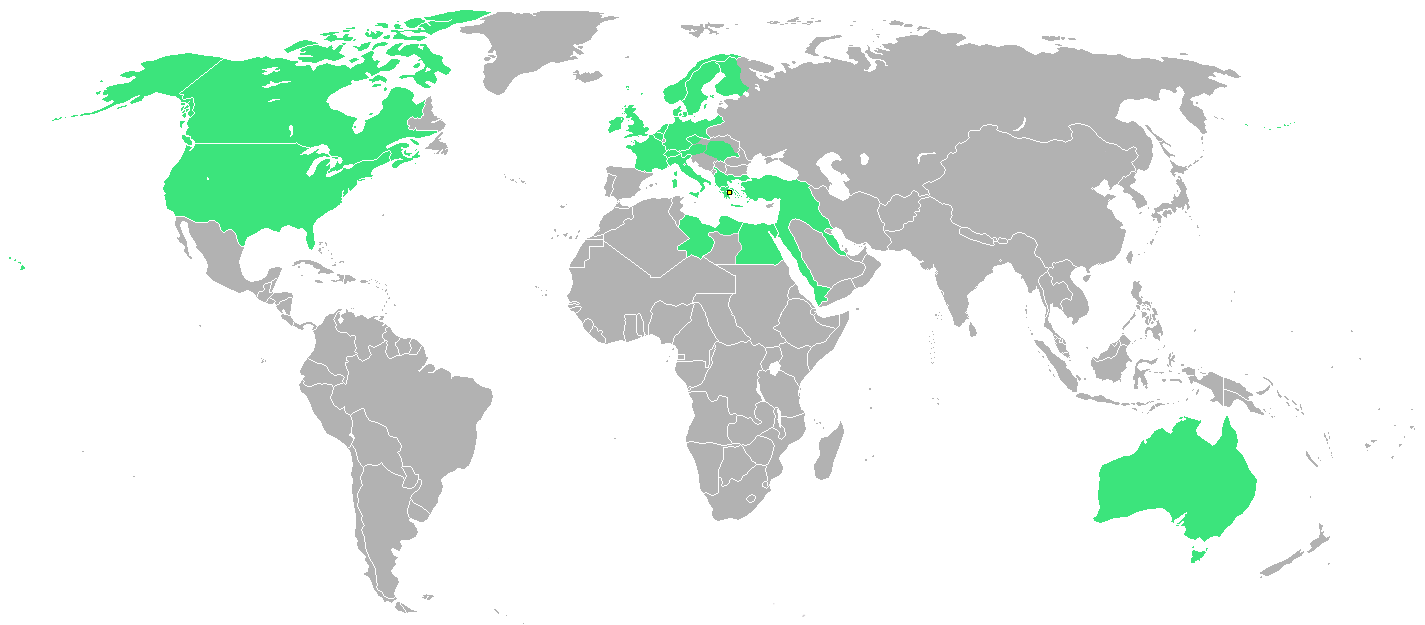
Países que participaron en los Juegos Intercalados de 1906.

Los Juegos Olímpicos de 1906 se celebraron en Atenas, Grecia entre el 22 de abril y el 2 de mayo de ese año. Conocidos como los Juegos Intercalados, no son reconocidos por el Comité Olímpico Internacional (COI) en la actualidad.

## Antecedentes
En 1901, el COI decidió que cada 4 años, entre dos Juegos Olímpicos, tendrá lugar otra Olimpiada realizada en Atenas.
Tras el éxito de los Juegos de 1896, Atenas estaba entusiasmada en realizar nuevos Juegos. Sin embargo, organizarlos en la misma ciudad cada 4 años era mucha presión y requería demasiada inversión y trabajo como para realizarlos para siempre.
Cuando los Juegos de París 1900 y St. Louis 1904 fueron totalmente eclipsados por la Exposición Universal, el COI y su justa olímpica pasaron por una etapa crítica con riesgo de desaparecer o quedar perdidos entre eventos insignificantes. En medio de esta difícil situación, Atenas apareció como una salvación para el Movimiento Olímpico, por lo que se organizaron los segundos Juegos en la capital griega para el año 1906.
Sin embargo, y a pesar de haberlos llevado a cabo con éxito, Atenas concluyó que no era capaz de organizar otros Juegos para el año 1910. Ya para 1914 era escaso el apoyo para realizarlos. Finalmente, el estallido de la Primera Guerra Mundial aniquiló definitivamente este proyecto. La idea sólo revivió ochenta años después, cuando el Comité Olímpico Internacional decidió intercalar en años pares los Juegos Olímpicos de Verano con los Juegos Olímpicos de Invierno a partir de 1994. 
Las medallas conseguidas por los países participantes, así como las marcas logradas en cada deporte por los atletas en esta edición, no son actualmente reconocidas por el Comité Olímpico Internacional dentro de sus resultados oficiales de todos los tiempos.

## Deportes
- Atletismo (21)
- Ciclismo
  -  Ciclismo en pista (5)
  -  Ciclismo en ruta (1)
- Esgrima (8)
- Fútbol (1)
- Gimnasia artística (4)
- Halterofilia (2)
- Lucha grecorromana (4)
- Natación (4)
- Remo (6)
- Saltos (1)
- Tenis (4)
- Tira y afloja (1)
- Tiro (16)

## Medallas
Ver medallero completo en Medallero de los Juegos Intercalados de 1906
     País organizador (Grecia)
| Núm. | País           | Oro | Plata | Bronce | Total |
| ---- | -------------- | --- | ----- | ------ | ----- |
| 1    | Francia        | 15  | 9     | 16     | 40    |
| 2    | Estados Unidos | 12  | 6     | 5      | 23    |
| 3    | Grecia         | 8   | 14    | 12     | 34    |
| 4    | Reino Unido    | 8   | 11    | 5      | 24    |
| 5    | Italia         | 7   | 6     | 3      | 16    |
| 6    | Suiza          | 5   | 6     | 4      | 15    |
| 7    | Alemania       | 4   | 6     | 5      | 15    |
| 8    | Noruega        | 4   | 2     | 1      | 7     |
| 9    | Austria        | 3   | 3     | 2      | 8     |
| 10   | Dinamarca      | 3   | 2     | 1      | 6     |